# Матцен-Раггендорф
Матцен-Раггендорф (нем. Matzen-Raggendorf) — ярмарочная коммуна (нем. Marktgemeinde) в Австрии, в федеральной земле Нижняя Австрия.
Входит в состав округа Гензерндорф. Население составляет 2783 человек (на 1 января 2015 года). Занимает площадь 36.59 км². Официальный код — 30838.

## История
- 1194: первое документальное подтверждение Матцена
- 1360: в Матцене родился Николаус Зойрингер (Nikolaus Seyringer), ректор Венского университета, а с 1418 года аббат Мелькского монастыря.
- 1615: Наделение права рыночной торговли при кайзере Матиасе
- 1903: открытие вокзала Матцена
- 1904: открытие первого завода для кирпичей из известкового песка в Нижней Австрии
- 1924: Электрификация Матцена
- 1927: первая канализация и частичное мощение улиц
- 1949: глубинное бурение «Матцен 3» (Matzen 3) вскрывает нефтяное поле «Матцен»
- 1959: освящение новой церкви при священнике Гюнтере Градише (Günther Gradisch)
- 1977: открытие искусственного ледяного катка

Матцен, Раггендорф и окрестности в 1873 году

### Разделение коммуны
На территории коммуны находится из три деревни.
- Клайн-Харрас
- Раггеньдорф
- Матцен

### Количество населения[1]
1869 год: 2.238 жителей
1971 год: 2418 жителей
1981 год: 2416 жителей
1991 год: 2501 житель
2001 год: 2583 жителя
2015 год: 2783 жителя

## Политическая ситуация
Бургомистр коммуны — Клаудия Веберь (Claudia Weber) (СДПА) по результатам выборов 2015 года.
Совет представителей коммуны (нем. Gemeinderat) состоит из 21 членов.
- СДПА занимает 12 мест.
- АНП занимает 8 мест.
- АПС занимает 1 место.

### Партнерский город
с 1983 года: Брикслег/ Тироль (Brixlegg/Tirol).

## Культура и достопримечательности

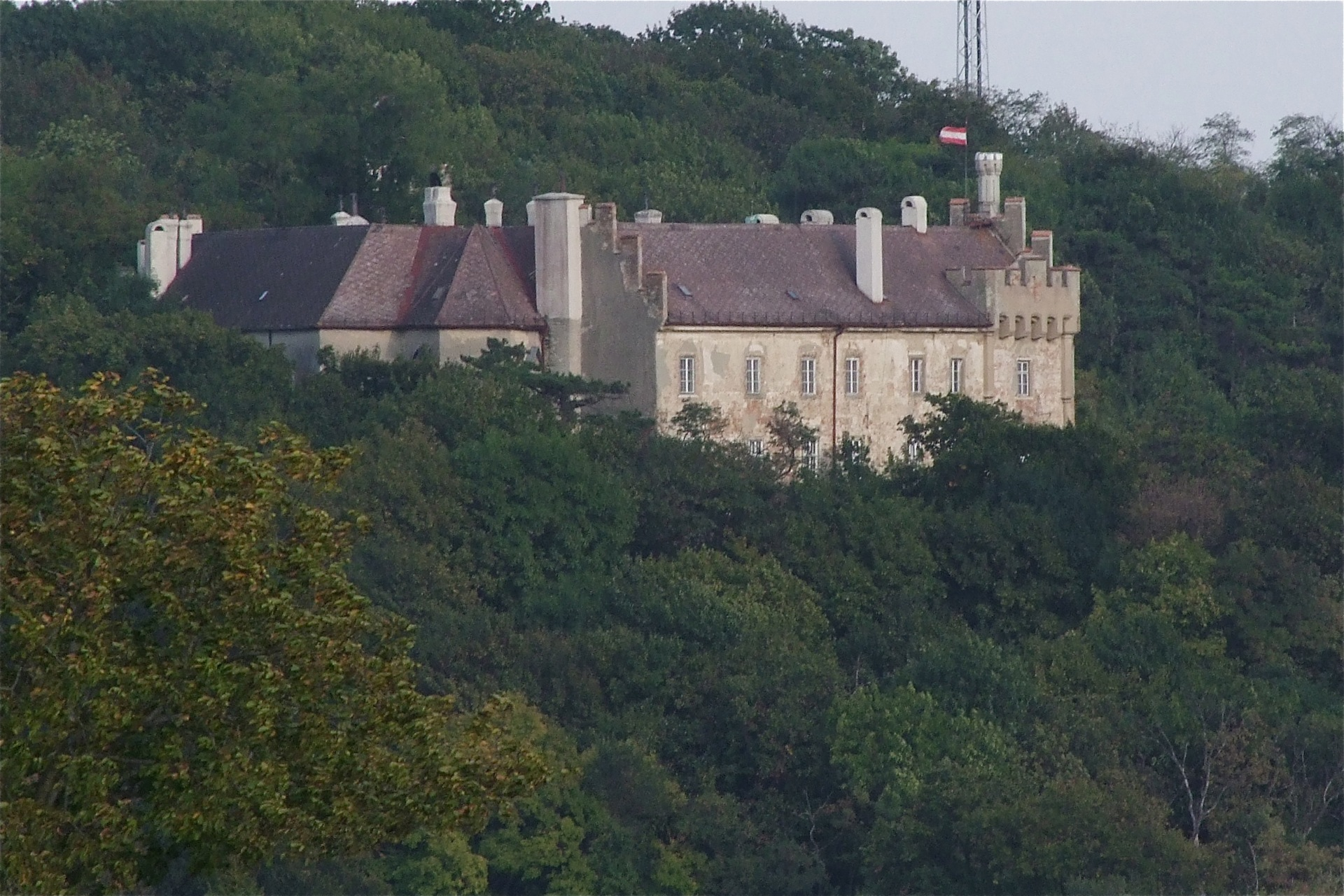
Вид на дворец Матцена

- Медведь Матцена на главной площади
- дерево жизни на главной площади
- часовня святого Губерта
- вид Карпат
- памятник павшим солдатам
- дворец Матцена[нем.]
- площадь святого Иосифа со статуей святого Иосифа и историческим нефтяным насосом